# Adel Abdessemed

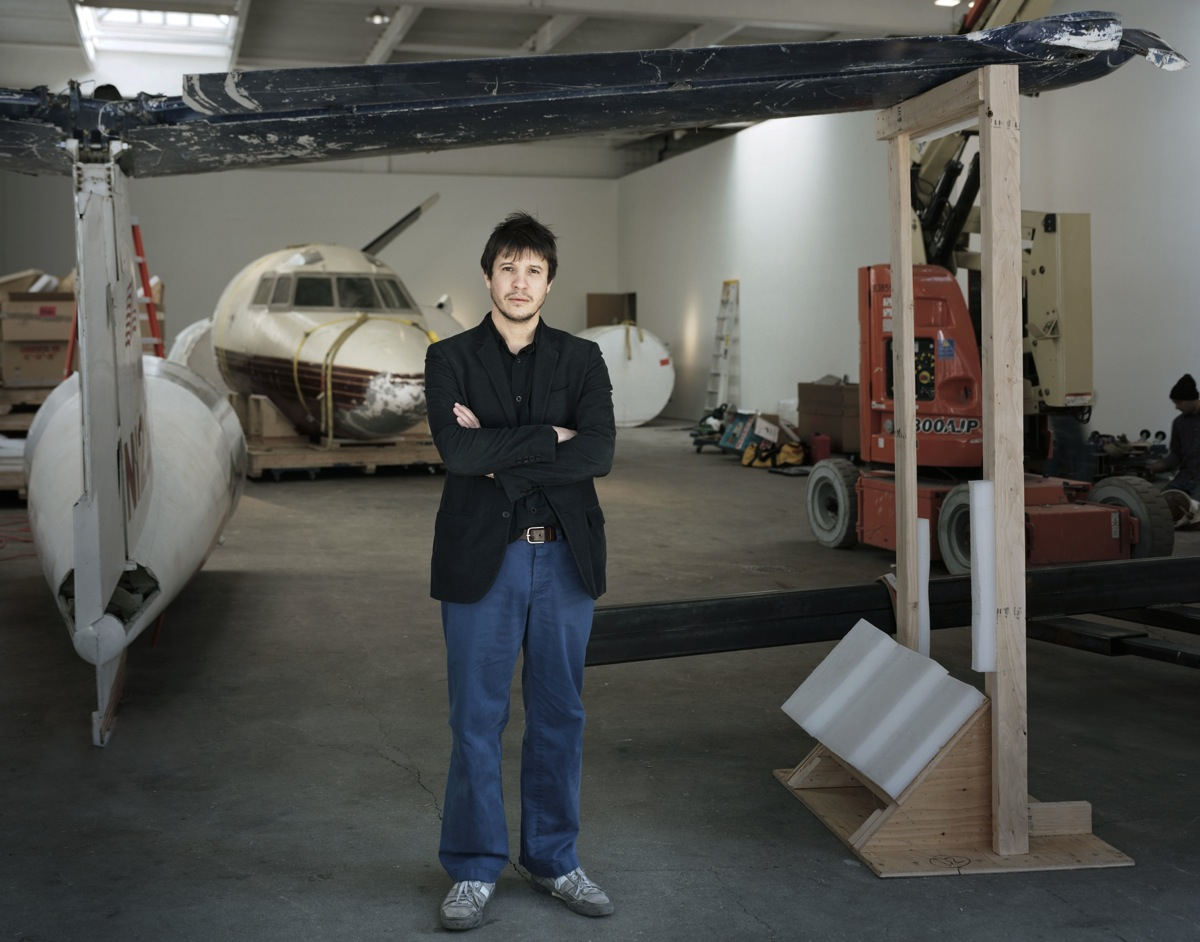
Adel Abdessemed, New York 2009

Adel Abdessemed (* 1971 in Constantine, Algerien) ist ein zeitgenössischer französisch-algerischer Künstler.

## Leben
Abdessemed wuchs im Norden Algeriens auf und besuchte dort zuerst eine Kunstschule in Batna, und anschließend die École Supérieure des Beaux Arts in Algier. 1994 verließ er Algerien aus politischen Gründen und zog nach Frankreich, wo er sich an der École Nationale des Beaux-Arts in Lyon einschrieb. Ab 1999 lebte Abdessemed in Paris und vorübergehend in Berlin und New York, wo er 2000–2001 am Stipendienprogramm des P.S.1 teilnahm. Seit 2004 lebt er wieder in Paris.
Neben Einzelausstellungen in Frankreich stellte Abdessemed 2008 in der Christine König Galerie in Wien, 2006 in der Dvir Gallery in Tel Aviv und 2007 im P, S. 1 aus; seine Arbeiten waren auch auf mehreren Großausstellungen zu sehen, wie der Biennale di Venezia und der Istanbul Biennale in 2007.

## Werk
Abdessemed arbeitet vorwiegend installativ oder als Videokünstler; in seinen Arbeiten greift er kontroverse Themen und Gegenüberstellungen auf, die in ihrer Aussage ambivalent bleiben und mitunter verstörend oder schockierend auf das Publikum wirken. In Abdessemeds skulpturalen Arbeiten wird eine solche Spannung durch Maße, Verformungen oder Materialien erzeugt, die nicht mit dem dargestellten Motiv vereinbar erscheinen oder es in einen anderen Kontext setzen. Dazu zählen Abdessemeds bekannteste Arbeit Habibi (2003/2004), eine über 17 Meter lange Nachbildung eines menschlichen Skeletts, das in der Luft schwebend gehängt und symbolisch von einer Flugzeugturbine „angetrieben“ wird, wie auch ein Modell der Queen Mary aus alten Dosen oder die Arbeit Bourek (2005), für die Abdessemed einen Flugzeugrumpf entkernte und ihn in der Art einer Teigtasche zusammenfaltete. Während Abdessemed die Idee zu Bourek auf ein Telefongespräch mit seiner Mutter zurückführt, bei dem diese gerade Teig rollte, kann die Arbeit auch mit einem komplexeren Subtext gelesen werden; so schreibt ein Rezensent der New York Times:

“[…] a sculpture so emotionally and socially charged that I am astonished it is here […] It is a terrifying sight, and you can't help imagining that it just fell from the sky.”

„[…] eine Skulptur, die so emotional und sozial aufgeladen ist, dass ich erstaunt bin, dass sie hier ist [ ...] Es ist ein erschreckender Anblick, und man hat die Vorstellung, dass sie einfach vom Himmel gefallen ist.“

In seinen Video- und Fotoarbeiten benutzt Abdessemed oft Tiere als Motiv, um Gefahr, Gewalt oder den Tod zu thematisieren. Für die inszenierte Fotoserie Séparation (2006) ließ er wilde Tiere – unter anderem einen Löwen – in den Straßen von Paris laufen. Andere Videos zeigen Straßenkatzen in Berlin (Happiness in Mitte, 2003) und Paris (Birth of Love, 2006) bei ihren Fressgewohnheiten. Eine Serie von Videos unter dem Titel Don't Trust Me zeigte, wie in einem Dorf in Mexiko Tiere mit dem Hammer erschlagen wurden. Die Ausstellung der Reihe am SFAI in San Francisco wurde aufgrund von Morddrohungen vorzeitig geschlossen. Don't trust me wurde im folgenden Frühjahr auch aus dem Festival Glasgow International ausgeschlossen. Andere Werke Abdessemeds blieben dort jedoch weiterhin ausgestellt. In der Videoschleife Usine (2009) kämpfen verschiedene Tiere wie Skorpione, Giftschlangen und Taranteln gegeneinander. Auch dieses Werk führte bei einer durch Francesco Bonami kuratierten Ausstellung in Turin zu Protesten und einer Klage des dortigen Umweltdezernenten.
2010 stellte Abdessemed in einer Gemeinschaftsausstellung zum Thema Vanitas im Pariser Musée Maillol (C'est la vie . Vanités de Pompéi à Damien Hirst) aus. Der Titel seines Bildes lautete Mes amis.